# Can't You Hear Me Knocking
Pistes de Sticky Fingers
Wild Horses
(3) You Gotta Move
(5)
Can't You Hear Me Knocking est une chanson  du groupe rock The Rolling Stones, parue le 23 avril 1971 sur l'album Sticky Fingers.

## Description
La chanson dure sept minutes et quinze secondes, elle commence par une intro à la guitare jouée par Keith Richards, qui conduit au riff avec Mick Taylor qui se joint à la guitare. À deux minutes et quarante-trois secondes à la fin de la chanson proprement dite, on passe à une section instrumentale, le fameux jam dans lequel on retrouve Rocky Dijon aux congas et Jimmy Miller aux maracas; le saxophoniste Bobby Keys y interprète un long solo avec le son des guitares de Richards et Taylor en fond sonore. L'orgue Hammond de Billy Preston accompagne le saxophoniste. Enfin, Taylor prend le devant de la scène et mène la chanson à sa conclusion avec un long solo de guitare.
La pièce entière a été captée en une seule prise, le jam étant un heureux accident; le groupe avait supposé que le magnétophone avait été arrêté et a été surpris de constater que toute la session avait été enregistrée telle qu'elle. À l'origine, ils allaient terminer la chanson avant le début du jam, mais ils étaient tellement satisfaits du résultat qu'ils ont décidé de le garder. En plus des membres réguliers des Rolling Stones, soit Mick Jagger (chant), Keith Richards (guitare rythmique), Mick Taylor (guitare rythmique et solo), Bill Wyman (basse) et Charlie Watts (batterie), la chanson comprend également les congas de Rocky Dijon, le saxophone de Bobby Keys, l'orgue de Billy Preston et les maracas par le producteur Jimmy Miller.
Richards a décrit l'écriture du riff de guitare :
"Can't You Hear Me Knocking" est sorti en trombe - j'ai juste trouvé le réglage et le riff et j'ai commencé à le balancer et Charlie l'a repris comme ça, et nous avons alors pensé ; "hé, c'est du groove". Donc c'était des sourires tout autour. Pour un guitariste, ce n'est pas dur à jouer, les éclats d'accords saccadés, très directs et dépouillés".
En 2002, Richards a commenté l'enregistrement :
"Le jam à la fin n'a pas été inspiré par Carlos Santana. Nous ne savions même pas qu'ils étaient encore en train d'enregistrer. Nous pensions en avoir terminé. Nous étions juste en train de divaguer et ils ont gardé la bande en marche. J'ai pensé qu'on allait juste l'estomper. Ce n'est que lorsque nous avons entendu la lecture que nous avons réalisé, Oh, ils ont continué. Fondamentalement, nous avons réalisé que nous avions deux morceaux de musique, il y a la chanson et il y a le jam".
Mick Taylor a rappelé dans une interview de 1979 :
"Can't You Hear Me Knocking ... est l'une de mes préférées ... Le jam à la fin est arrivé par accident; cela n'a jamais été prévu. Vers la fin de la chanson, j'ai juste eu envie de continuer à jouer. Tout le monde posait ses instruments, mais la bande continuait de tourner et ça sonnait bien, alors tout le monde a rapidement repris ses instruments et a continué à jouer. C'est juste arrivé, et c'était une chose de jouer tout cela en une seule prise. Beaucoup de gens semblent vraiment aimer cette partie".
Taylor a ajouté : "J'ai utilisé une Gibson ES-345 marron pour Dead Flowers et le solo de Can't You Hear Me Knocking".
Jagger a noté dans l'interview de Spotify Landmark sur l'album que la tonalité était trop haute pour sa voix, il a expliqué ; "j'ai [fait] beaucoup de chœurs pour cacher en quelque sorte le fait que je n'ai pas vraiment chanté les notes aussi bien dans les couplets que dans le refrain." 
Une première version alternative de la chanson (avec des paroles factices / fictives) est sortie en juin 2015 sur les éditions Deluxe et Super Deluxe de la réédition de l'album Sticky Fingers.

## Postérité
La chanson faisait partie du répertoire de concert des Rolling Stones lors de leur tournée Forty Licks (2002 et 2003) et A Bigger Bang (2005—2007). Dans ces performances, Jagger joue un solo d'harmonica après le solo de saxophone de Keys, tandis que Ronnie Wood fait un solo de guitare plus long. Une autre version est publiée sur l'album Live Licks en 2004. Elle a également été jouée live lors de concerts en 2013, avec Mick Taylor apparaissant en tant qu'invité spécial. Une autre version live a été publiée sur l'album The Rolling Stones / From The Vault: Sticky Fingers Live at the Fonda Theatre, enregistrée le 20 mai 2015 au Henry Fonda Theatre de Los Angeles, en Californie, où le groupe a joué l'intégralité de Sticky Fingers.
En 2004, le magazine Rolling Stone l'a placé à la 25e position de sa liste des cent meilleurs morceaux de guitare de tous les temps.
Une version coupée du thème du studio (sans la partie instrumentale) est entendue dans le jeu Guitar Hero II (2006). 
La chanson est aussi utilisée dans les films Casino (1995), Blow (2001), Fighter (2010) et Spider-Man: Homecoming (2017).
Le titre est repris par Marcus King dans sa version intégrale sur l'album Stoned Cold Country (en) publié en 2023 pour célébrer les soixante ans de la fondation des Rolling Stones.

## Musiciens
Crédités :

### Rolling Stones
- Mick Jagger : chant
- Keith Richards : guitare rythmique, chœurs
- Mick Taylor : guitare rythmique, guitare solo, chœurs
- Bill Wyman : basse
- Charlie Watts : batterie

### Musiciens additionnels
- Billy Preston : orgue
- Bobby Keys : saxophone
- Rocky Dijon : congas
- Jimmy Miller : maracas